# 川斯瓦省
川斯瓦省是南非於1910年至1994年間存在的一個省級行政區，其於1994年被種族隔離制度廢除後通過的新憲法細分為多個省份，分別為豪登省、林波波省、普馬蘭加省以及西北省東部。「川斯瓦」得名於其地理位置位於法爾河北部，其首府為普利托利亞，該城市同時為南非的行政首都。

## 歷史
1910年，四個英國殖民地聯合起來組成南非聯邦。在第二次布爾戰爭後，德蘭士瓦殖民地成為新聯邦中的德蘭士瓦省。在半個世紀之後的1961年，南非聯邦不再是英聯邦的一部分，並改制成為了共和國。以比勒陀利亞和約翰內斯堡為中心的德蘭士瓦的比勒陀利亞－威特沃特斯蘭德－弗里尼欣組合城市成為南非的經濟重鎮，即現今的豪登省。
1994年種族隔離制度垮台後，前省份被廢除，而德蘭士瓦亦不復存在。德蘭士瓦省中南部（包括比勒陀利亞－威特沃特斯蘭德－弗里尼欣）成為豪登省，北部成為林波波省，而東南部則成為普馬蘭加省。西北省大部分來自舊德蘭士瓦的西南部，而德蘭士瓦的另外一小部分則加入了夸祖魯-納塔爾省。然而即使在1994年之前，德蘭士瓦省內也被劃分為多個區域（例如市政與地區法院以及體育部門）。這些劃分包括北德蘭士瓦（今林波波省和比勒陀利亞）、東德蘭士瓦（今普馬蘭加省）、西德蘭士瓦（今西北省的一部分）以及南德蘭士瓦（今豪登省）。

## 地理
德蘭士瓦省位於南部的法爾河與北部的林波波河之間，大約在南緯22+1⁄2度至南緯27+1⁄2度之間以及東經25度至東經32度之間。德蘭士瓦省南部與奧蘭治自由邦以及納塔爾省接壤，其西部為開普省與貝專納保護國（今博茨瓦納），北部是羅得西亞（今津巴布韋），而東部則為葡屬東非（今莫桑比克）與斯威士蘭。除了西南部之外，這些邊界大多由自然特徵明確地定義。
幾個班圖斯坦完全在德蘭士瓦內：文達、夸恩德貝勒、加贊庫盧、卡恩格瓦尼以及萊博瓦。博普塔茨瓦納的部分地區亦在德蘭士瓦省，而其餘地區則位於開普省和奧蘭治自由邦。沃特堡斷層塊位於德蘭士瓦，其為南非景觀著名的古老地質特徵。

### 地理範圍
- 比勒陀利亞－威特沃特斯蘭德－弗里尼欣地區（今豪登省）由威特沃特斯蘭德組成，後者由西蘭德、東蘭德以及約翰內斯堡組成；瓦爾三角（英语：Vaal Triangle）與比勒陀利亞。
- 西北省
- 林波波省
- 普馬蘭加省